# 普洛斯基島
78°31′22″N 98°41′47″E / 78.522744°N 98.69625°E
普洛斯基島是俄羅斯的島嶼，屬於北地群島的一部分，位於十月革命島以南28公里的喀拉海，由克拉斯諾亞爾斯克邊疆區負責管轄，長1.5公里、寬0.8公里，最高點海拔高度24米，島上無人居住。